# Благотворительное общество Хидаят
Благотворительное общество «Хидаят» — общество, основной целью которого было вести борьбу с разбойниками и убийцами, противостоять религиозному фанатизму в Азербайджане. В состав правления общества, созданного в 1904 году, входили Гаджи Зейналабдин Тагиев, Иса-бек Гаджинский, Мирмухаммед Керим Бакуви, Молла Рухулла Мамедзаде, Ахмед-бек Агаоглу, Мустафа-бек Алибеков и другие. Члены общества постоянно подвергались преследованиям со стороны преступников и религиозных радикалов за свои взгляды и действия.

## История
Благотворительное общество «Хидаят» было основано в 1904 году в Баку. Основателями общества были представители духовенства и интеллигенции. Главной их целью была борьба с разбойниками, беспокоящими жителей Баку, и убийцами, а также пресечение религиозного фанатизма. Члены общества выявляли людей, причинявших вред обществу и оскорблявших женщин на улицах, и их имена представлялись генерал-губернатору для принятия к ним карательных мер. Благотворительное общество «Хидаят» состояло из десяти членов. Это были Гаджи Зейналабдин Тагиев, Иса-бек Гаджинский, Мирмухаммед Керим Бакуви, Молла Рухулла Мамедзаде, Ахмед-бек Агаоглу, Мустафа-бек Алибеков и другие. Устав общества написал Ахмед-бек Агаоглу.
При содействии общества 17 ноября 1906 года были предприняты меры наказания в отношении нескольких разбойников и хулиганов. Одним из них был проживавший в Новханы Мешади Гаджи оглу. Спустя годы, 16 января 1912 года, он отомстил за это члену общества Молле Рухулле Мамедзаде, убив его в собственном доме. В судебном процессе по делу убийстве, проходившем в 1913 году, участвовал секретарь общества Мустафа-бек Алибеков.
Общество «Хидаят» выступало против религиозного фанатизма, обряда «шахсей-вахсей», имитирующего страдания и гибель имама Хусейна и сопровождающегося самобичеванием, и других подобных ритуалов. Общество обратилось к людям с призывом отказаться от этих обрядов, так как они приносят им лишь вред. А секретарь общества Мустафа-бек Алибеков написал об этом статью в газете «Иршад». Это обращение с гневом воспринимают религиозные фанатики города. Некоторые даже требуют обезглавить членов общества Мирмухаммеда Керима Бакуви и Мустафу-бека Алибекова. Позже они поджигают дверь дома Мирмухаммеда Керима. Мустафа-бек Алибеков некоторое время не выходит из дома, чтобы не подвергаться преследованиям.
Секретарь общества Мустафа-бек Алибеков выступает с инициативой создания при обществе нефтяной компании «Хидаяти-Исламийя», чтобы избавить бакинскую нефть от монополии иностранного капитала и использовать её на благо народа. С этой целью он разрабатывает устав компании, состоящий из 27 пунктов.